# BRCA2

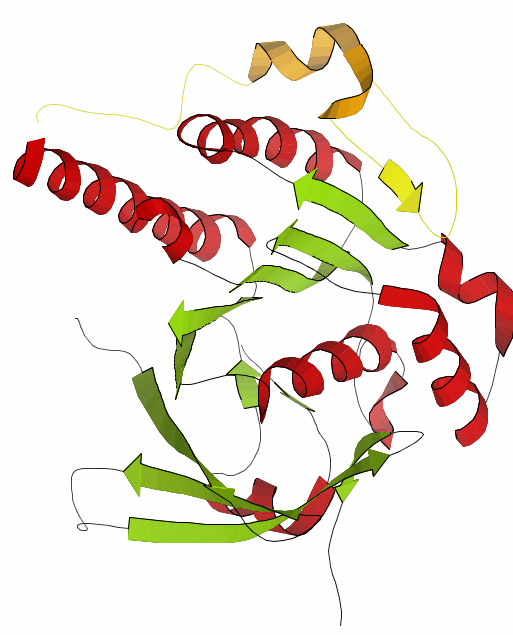
Domena ATPazowa białka RAD51 w kompleksie z domeną BRC białka BRCA2

BRCA2 – ludzki gen zlokalizowany na chromosomie 13. Germinalne mutacje genu prowadzą, podobnie jak mutacje w BRCA1, do zwiększonego ryzyka raka sutka i jajnika. Białko kodowane przez BRCA2 jest zaangażowane w naprawę DNA (naprawę przez rekombinację uszkodzeń obu nici DNA).

## Znaczenie kliniczne
Wiele mutacji w genie BRCA2 powoduje zwiększenie ryzyka zapadalności na niektóre nowotwory, przede wszystkim na raka sutka, ale także raka jajnika, prostaty czy trzustki. Mutacja w obu kopiach genu BRCA2 powoduje niedokrwistość Fanconiego.

## Funkcja
Białko BRCA2 wiąże się z białkiem RAD51 i bierze udział zarówno w regulacji jego lokalizacji wewnątrz komórki, jak i w regulacji jego wiązania się z DNA. Mutacje w BRCA2 powodujące zaburzenia wiązania się BRCA2 z białkiem RAD51 są związane z podwyższonym ryzykiem zapadnięcia na nowotwory. Komórki z mutacją powodującą utratę aktywności białka BRCA2 wykazują zwiększoną wrażliwość na czynniki uszkadzające DNA, np. na promieniowanie jonizujące oraz leki cytostatyczne wywołujące pęknięcia nici DNA. W takich komórkach naprawa DNA odbywa się przy wykorzystaniu alternatywnego szlaku naprawy DNA – naprawy przez wycięcie zasad. BRCA2 jest też zaangażowane w odpowiedź komórki na zablokowaną replikację DNA.